# ۵۹۸ (قمری)
۵۹۸ (قمری)، پانصد و نود و هشتمین سال در گاهشماری هجری قمری است. اول محرم این سال برابر با هشتم اکتبر سال ۱۲۰۱ میلادی می باشد.

## مناسبت‌ها
خواجه نصیرالدین طوسی

## وابسته
- خواجه نصیر طوسی